# Burg Holzheim (Langerwehe)
Die Burg Holzheim ist eine Niederungsburg westlich von Heistern auf dem Gebiet der Gemeinde Langerwehe im nordrhein-westfälischen Kreis Düren. Sie liegt zwischen Heistern und dem bei Eschweiler-Nothberg gelegenen Bovenberger Wald und wird heute landwirtschaftlich und als Reiterhof genutzt.
Östlich der Burg verläuft der Holzheimer Graben, der bei Hücheln in die Inde mündet.
Die Burg stammt aus dem Jahr 1333, und ihre Besitzer unterstanden dem Herzogtum Jülich. Im 15. bis 17. Jahrhundert wurden das heute noch erhaltene Herrenhaus und der Torturm errichtet. 1818, als das Gebiet im preußischen Kreis Düren lag, wurde die Burg samt Ländereien an Privatleute verkauft. 1893 kaufte sie Richard Schleicher, der auch das nahe gelegene Gut Schönthal kaufte. Später wechselte das Anwesen noch mehrere Male den Besitzer.